# Ambrières-les-Vallées
 Ambrières-les-Vallées  es una población y comuna francesa, situada en la región de Países del Loira, departamento de Mayenne, en el distrito de Mayenne y cantón de Ambrières-les-Vallées.

## Demografía
| 2249 | 2383 | 2561 | 2679 | 2841 | 2903 |
| Para los censos de 1962 a 1999 la población legal corresponde a la población sin duplicidades (Fuente: INSEE [Consultar]) |      |      |      |      |      |